# Gillicus arcuatus
A Gillicus arcuatus a sugarasúszójú halak (Actinopterygii) osztályának Ichthyodectiformes rendjébe, ezen belül a Ichthyodectidae családjába tartozó kihalt faj.

## Tudnivalók
A Gillicus arcuatus egy kisebb, 2 méter hosszú Ichthyodectidae hal volt, amely az Nyugati Belső Víziútban élt, késő kréta kor idején. Mint a nagyobb rokonnak, az Ichthyodectes ctenodonnak, a Gillicus arcuatus állkapcsában is sok kis sorban álló foga volt. Az állat planktonokkal és kisebb halakkal táplálkozott, amelyeket egészben falt fel.